# Amt Harste

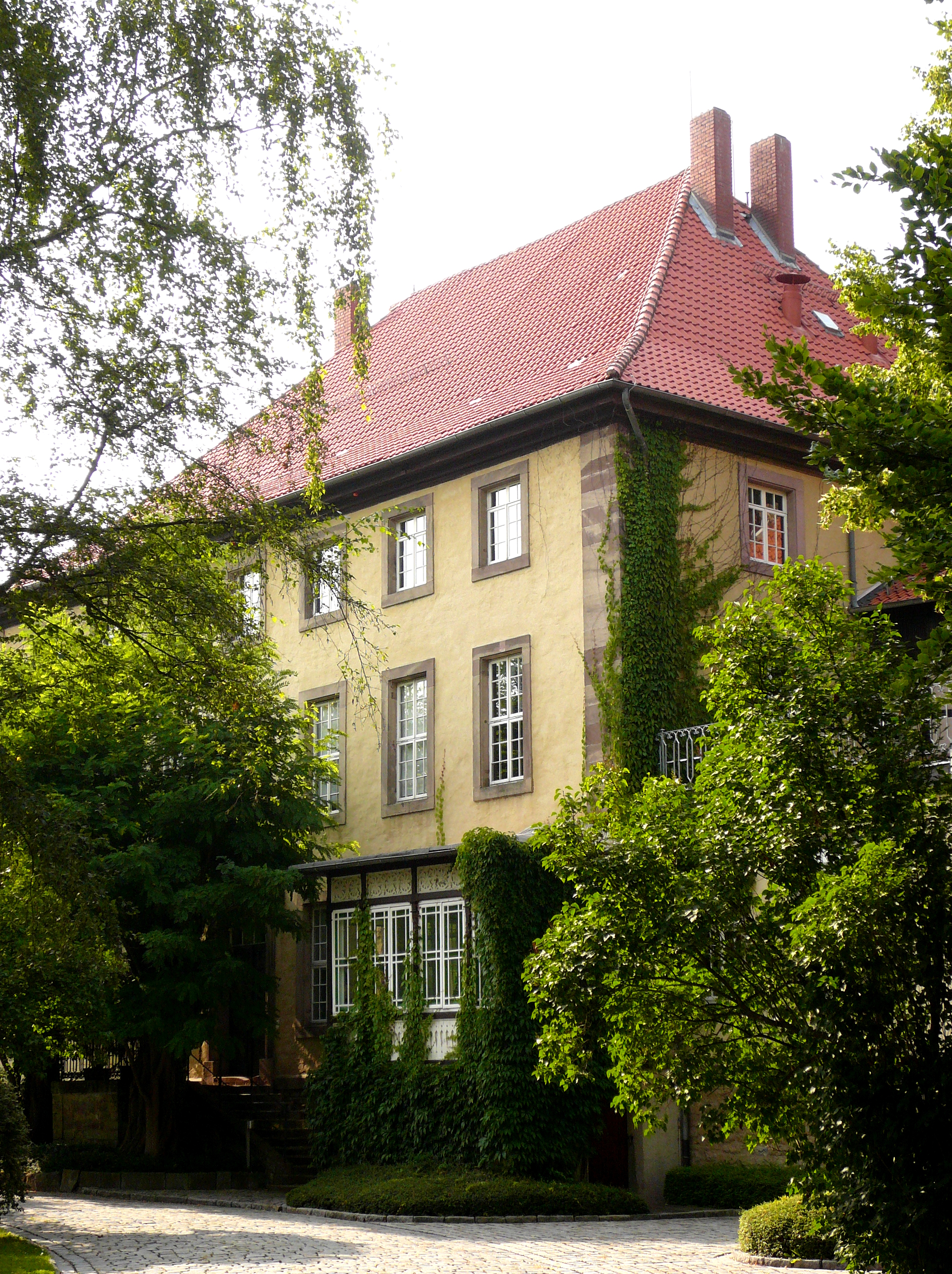
Ehemaliges Amtshaus des Amts Harste

Das Amt Harste war ein historisches Verwaltungsgebiet des Fürstentums Göttingen bzw. des Königreichs Hannover.

## Geschichte
Das Amt entwickelte sich aus dem Zubehör der 1294 erstmals erwähnten welfischen Burg Harste nordwestlich des gleichnamigen Dorfes. Die Burg befand sich Mitte des 14. Jahrhunderts im Pfandbesitz der Herren von Rosdorf, die sie 1354 wieder Herzog Ernst überließen. Burg Harste wurde zum Sitz eines Göttinger Amtmanns und Zentrum eines Amtsbezirks, der bis 1660/70 der Jurisdiktion der herzoglichen Landgerichts auf dem Leineberg unterworfen war.
Im 16. Jahrhundert war das Amt häufig verpfändet, so um 1565 an die Brüder Benedikt und Georg von Mandelsloh, 1568–1570 an Ludolf von Bortfeld, 1570–1572 an Karl von Mandelsloh, 1572–1575 an Hilmar von Quernheim und ab 1575 an Wulbrand von Stockheim.
Mit der französisch-westphälischen Herrschaft (1807) wurde die Amtsverfassung beseitigt. Der Bezirk des Amts Harste bildete im gleichen Umfang einen Kanton Harste des Distrikts Göttingen im Departement der Leine. 1813 wurde das Amt wieder hergestellt, 1823 jedoch endgültig aufgehoben. Die Gemeinden Bösinghausen, Elliehausen, Herberhausen, Hetjershausen, Knutbühren, Nikolausberg, Roringen und Weende kamen zum Gericht Leineberg (später Amt Göttingen), die Ortschaften Emmenhausen, Esebeck, Gladebeck, Harste, Lenglern, Marienstein und Parensen zum Amt Bovenden.

## Amtmänner
- Johann Spangenberg (1527–1596), 1581 Amtmann in Harste
- Justus Ludwig Schlemm (1686–1765); 1719 Amtmann, 1749 Oberamtmann in Harste